# 南寧州
南寧州（なんねいしゅう）は、中国にかつて存在した州。南北朝時代から元代にかけて、現在の雲南省曲靖市一帯に設置された。

## 概要
271年（泰始7年）、西晋により設置された寧州を前身とする。
554年（廃帝3年）、西魏により豳州が寧州と改称されると、南中の寧州は南寧州と称されるようになった。
618年（武徳元年）、唐により南寧州が置かれ、味・同楽・升麻・同起・新豊・隴隄・泉麻・梁水・絳の9県を管轄した。634年（貞観8年）、南寧州は郎州と改称された。717年（開元5年）、南寧州の称にもどされた。754年（天宝13載）、唐の剣南留後の李宓が南詔の閣羅鳳に敗れ、南寧州は占領された。唐末に清渓鎮に再び南寧州が置かれた。
宋のとき、南寧州に南寧州蕃落使が置かれた。
1276年（至元13年）、曲靖路総管府が置かれ、莫瀰部千戸が南寧州に昇格した。1284年（至元21年）、南寧州が南寧県に降格された。